# Mithril
Mithril je fiktivní magický kov z knih o Středozemi J.R.R.Tolkiena. Je popisován jako pevnější než ocel, lehký jako hliník, vysoce trvanlivý a hodnotný. Jméno mithril pochází ze sindarštiny - mith znamená šedivý a ril třpyt. Mithril je také nazýván pravé stříbro (či pravostříbro) pro svou vzhledovou podobnost s tímto kovem. Z prvků našeho světa je mu vlastnostmi nejblíže titan.

## Ve Středozemi
Nejznámější doly na mithril ve Středozemi se nacházejí v Khazad-dûm, kde ho těžili trpaslíci až do doby, kdy jejich těžba probudila Balroga. I v době těžby byl desetkrát dražší než zlato, a to je přitom lehčí, po opuštění Khazad-dûm se jeho cena stala nevyčíslitelnou. Kromě toho se malá množství nacházela na Númenoru a v Amanu.
„Proč se sem tedy chtějí trpaslíci vrátit?“ zeptal se Sam.

„Pro mitril,“ odpověděl Gandalf. „Bohatství Morie nespočívalo ve zlatě a drahokamech, hračkách trpaslíků, ani v železe, jejich služebníku. Nacházeli tu, pravda, takové věci, zejména železo, ale kvůli nim nepotřebovali dolovat: všechny věci, po nichž toužili, mohli získat obchodem.

Jedině zde se však na celém světě nacházelo morijské stříbro, čili pravostříbro, jak ho někteří nazývali: elfí jméno je mitril. Trpaslíci mají své jméno, které nikomu neřeknou. Bývalo desetkrát dražší než zlato a dnes je k nezaplacení; na povrchu země ho totiž zbývá velice málo a ani skřeti se zde neodvažují dolovat. Žíly vedou na sever ke Caradhrasu a dolů do tmy. Trpaslíci nic nevypravují, ale jako byl mitril základem jejich bohatství, stal se i jejich zkázou. Dolovali příliš chamtivě a příliš hluboko a vyrušili to, před čím pak uprchli, Durinovu zhoubu. Z toho, co vynesli na povrch, sebrali skřeti a dali jako daň Sauronovi, který po něm prahne.

Mitril! Všechny národy po něm toužily. Dal se tepat jako měď a leštit jako sklo; a trpaslíci z něho uměli dělat kov lehký, a přece tvrdší než kalená ocel. Krásou se rovnal obyčejnému stříbru, avšak jeho krása nezacházela a nematněla. Elfové jej velice milovali a mezi jiným z něho vyráběli ithildin, hvězdolunu, kterou jste viděli na dveřích. Bilbo míval nátělník z mitrilových kroužků, který mu dal Thorin. Kdo ví, co se s ním stalo? Asi pořád chytá prach v Domě pamětin ve Velké Kopanině.“

„Cože?“ vykřikl Gimli, vytržen z mlčení. „Nátělník z morijského stříbra? To byl královský dar!“

„Ano,“ řekl Gandalf. „Nikdy jsem mu to neřekl, ale měl větší cenu než celý Kraj a všechno, co tam je.“
(J. R. R. Tolkien: Pán prstenů. Společenstvo prstenu. Praha 1990)

### Známé artefakty
- Hobit Bilbo Pytlík dostal od Thorina kroužkovou zbroj z mithrilu, která má větší cenu než celý Kraj. Později ji předal synovci Frodovi, kterému zachránila život.
- Jeden ze tří elfích prstenů, Nenya, byl z mithrilu. Ve třetím věku ho nosila Galadriel.
- Elendilmir, Elendilova hvězda, kterou nosili králové Arnoru jako odznak královské moci, byl zasazen v mithrilu.
- Z mithrilu byly přilby strážců citadely v Minas Anor.
- Po Sauronově pádu přivedl Gimli část trpasličího lidu z Ereboru do Gondoru a ti vykovali novou bránu Minas Tirith z mithrilu a oceli v náhradu za ty, které rozbil pán nazgûlů.

## Ostatní výskyty
- V RPG Dungeons & Dragons (i české obdobě Dračí doupě) je mithril jedním ze speciálních materiálů pro výrobu předmětů.
- Vyskytuje se i v řadě počítačových her na D&D a AD&D založených (např. Arcanum).
- Temný elf Drizzt Do'Urden (knihy od R.A. Salvatore ze světa Forgotten Realms) a jeho přátele hledají Mitrilovou síň.
- V herní sérii Final Fantasy se často vyskytuje brnění zvané Mythril.
- V online hře Runescape je mithril jako jeden z cennějších kovů.
- V MMORPG World of Warcraft se na prvních tzv. Vanilla verzích vyskytuje Mithril jako jeden z nejcennějších kovů. Další stejně a nebo více cenné kovy jsou v této základní verzi už jen Dark Iron a Thorium.
- V počítačové hře Age of Mythology jako Mitrilový náprsní krunýř
- V počítačové hře Maple Story je to jeden z minerálů sloužících k výrobě oblečení a zbraní.
- V sérii Rage of Mages (někdy též Аллоды Allods, zajímavá strategicko-RPG série ruské provenience konce 90. let) se vyskytuje látka Mithrill užívaná k výrobě zbraní, brnění a amuletů. Kvalitativně a cenově stojí mezi ocelí a adamantiem.
- Ve hře Ultima Online se na českém shardu Andaria vyskytuje mithril jako nejušlechtilejší kov.
- Ve hře Guild Wars 2 je mithril jedna z nejdražších kovových surovin.
- V komiksové sérii Scott Pilgrim se objeví předmět Skateboard z Mitrilu
- V akční hře Terraria existuje Mitril jako jedna z nejvzácnějších rud ( ale jen v podobě Mythril )
- Ve hře Azure Mines na Robloxu se vyskytuje mitril jako vzácná ruda generující se na úrovni Lapisu